# Martinstål
Martinstål [martí-], stål framställt enligt Martinprocessen.
Martinstål tillverkades i Sverige mellan 1877 och 1981. Första anläggningen var Munkfors och producerade surt martinstål till 1941, och den sista var vid Boxholms bruk där produktionen av basiskt martinstål lades ned 1981.